# Kālol
Kālol är en ort i Indien.   Den ligger i distriktet Pānch Mahāls och delstaten Gujarat, i den centrala delen av landet, 800 km sydväst om huvudstaden New Delhi. Kālol ligger 88 meter över havet och antalet invånare är 25 929.
Terrängen runt Kālol är platt, och sluttar västerut. Runt Kālol är det tätbefolkat, med 476 invånare per kvadratkilometer. Närmaste större samhälle är Vejalpur, 13,8 km nordost om Kālol. Trakten runt Kālol består till största delen av jordbruksmark.